# Ruth Kasirye
Ruth Kasirye (ur. 10 czerwca 1982 w Mukono) – norweska sztangistka, dwukrotna wicemistrzyni Europy. Startuje w kategorii do 63 kg.